# 和田徹
和田 徹（わだ とおる、1945年7月27日 - ）は、大阪府堺市西区出身の元プロ野球選手（捕手、内野手、外野手）・コーチ、解説者。あだ名は「ぶーちゃん」。息子はフジテレビの元プロデューサーの和田健。

## 経歴
実家は毛布販売会社を経営。和田以外にも宝石店や鉄工所、割烹など自営業を営む実家の息子が多かった明星高では真田重蔵監督の下、当時主流の根性野球とはまるで違う伸び伸びした環境の中でプレー。真田の指導はプロ野球と似ており、打順ごとに各打者に役割を課し、1、2番打者は走塁と犠打を、中軸には長打を求めた。自ら打撃投手を買って出て、プロ仕込みの速球、カーブを投じた。真田は解説の仕事で指導に行けない日は選手が練習メニューを決め、サッカー部と共用のグラウンドが使えない日は大阪城まで走った。日没で下校がルールで、和田は足りない練習を補うため、浜寺公園近くでバットを振り込んだ。
3年次の1963年に4番・捕手として春夏の甲子園に出場し、エース・堀川浩伸（法大）とバッテリーを組んでチームを牽引。春の選抜では1回戦で池永正明を擁する下関商に敗退し、下関商はこの大会で優勝。夏の選手権では順調に勝ち進み、準決勝で井上健仁（東映）・平岡一郎のいた横浜高を降すと、決勝で下関商と再び対決し、接戦の末に1-2で雪辱の初優勝を飾った。チームの2年後輩には、堺市立浜寺中学校の後輩でもあり、後に早大を経て巨人入りする控え捕手の阿野鉱二がいた。3回戦で対戦した甲府商の堀内恒夫とも、後に巨人の投手として対戦することとなる。8月末からは全日本高校選抜の一員としてハワイ遠征に参加した。
卒業後の1964年に阪神タイガースへ入団し、右の強打者として期待される。6月7日の巨人戦（後楽園）に代打で初出場し、初打席はエース・城之内邦雄の前に三振に倒れ、同13日の国鉄戦（甲子園）で初安打を放った。
2年目の1965年8月21日の広島戦（広島市民）で安仁屋宗八から初本塁打を記録。この時の試合は、2回表に藤井栄治のソロ本塁打で先制、3回表には山内一弘の犠飛でもう一点を追加で広島先発の池田英俊を降板させ、さらに6回表に和田が2ラン本塁打でリードを広げた。投げては阪神先発のピーター・バーンサイドが要所を締めて4-0での完封勝利で5勝目を挙げた。
3年目の1966年の安芸春季キャンプではラバーコートを2枚も着込んでハードトレーニングに耐え、食事の際には米飯を抜くなど減量に励んだ。同年8月7日のサンケイ戦（西京極）では村田元一から初のサヨナラ本塁打を記録。この試合ではサンケイ先発の村田、阪神先発のジーン・バッキー両投手が共に好投し、0-0のまま延長戦となったが、10回裏先頭の和田が左翼ポールギリギリにサヨナラソロ本塁打を放つ。この一発で1-0と辛勝して連敗を8で止めたが、読売新聞上で和田は「カーブを捨ててシュートにしぼったのがよかった。本塁打はプロに入ってから5本目ですが、サヨナラ・ホーマーは初めてです」と語った。
1966年からは辻佳紀と正捕手を争い、1967年には59試合に先発マスクを被る。5月31日の巨人戦（後楽園）では1回表に遠井吾郎の適時打で先制すると、2回表には朝井茂治の適時打で2点目、5回表には和田が左翼へのソロ本塁打で3点目を奪って試合を優位に進めた。阪神先発の村山実が3回で右腕の痺れを訴え降板、その後を2番手の江夏が継ぎ巨人打線を抑えていたが、7回裏無死2塁から長嶋茂雄の遊撃内野安打の際、送球を一塁の遠井が後逸する間に1点。8回裏1死一塁から柴田勲が2ラン本塁打で同点に追いつかれたが、9回表にこの回から登板の4番手宮田征典から、山内一弘が左翼へのソロ本塁打で再び勝ち越しに成功。その裏を江夏がきっちりと抑え4-3で阪神が競り勝ち、江夏は巨人戦初登板で白星を挙げた。二軍では5月18日の阪急戦で1イニング3失策のウエスタン・リーグ記録を作ってしまうが、8月7日の西京極でサヨナラ本塁打を放つ。
1968年からは肩が弱いことや辻恭彦の成長もあり、開幕から打撃重視の左翼手として起用され、主に5～6番打者として63試合に先発出場。
1969年は一塁手として遠井吾郎と併用され、3番打者としても28試合に出場。同年5月15日と26日の大洋戦（川崎、甲子園）で平岡から代打本塁打、1970年は5月31日の広島戦（甲子園）で龍憲一から満塁本塁打を放つ。6月27日のヤクルト戦（神宮）ではリーグ史上初となる毎回得点を達成しているが、9回表に遠井の代打で出場し、この試合におけるチーム最後の得点を緒方勝から本塁打で記録。試合自体も14-0の圧勝であった。9月2日のヤクルト戦（甲子園）では松岡弘から代打本塁打を放つ。
1971年には池田純一・佐藤正治ら若手外野手の成長もあって一塁手に本格転向するが、本塁打が7年ぶりのゼロに終わる。
1972年は4番打者として1試合、5番打者として38試合に先発して打率.254を記録。6月11日の巨人戦（甲子園）で菅原勝矢から1年半ぶりの代打本塁打、9月13日の巨人戦（後楽園）で堀内から代打本塁打を放つ。
1974年10月7日のヤクルト戦（神宮）で安田猛から2ラン本塁打を放つが、これが阪神時代最後の本塁打となり、その後は4年間も一発が出なかった。
1975年に村上雅則・相羽欣厚との交換トレードで、野上俊夫と共に南海ホークスへ移籍。4月12日の太平洋戦（大阪）で移籍後初出場・初安打を記録し、野村克也選手兼任監督の2番手捕手として起用されるが、1976年には野村に代わり14試合に先発マスクを被る。
1977年には松本芳之の台頭で3番手捕手となるが、野村退団後の1978年は黒田正宏の2番手捕手となる。5月27日に一軍の阪急戦（倉吉）で山田久志から4年ぶりで移籍後初の本塁打を放ち、7月1日の日本ハム戦（大阪）で佐伯和司から現役最後の安打・本塁打・打点を記録。同10日の阪急戦（西宮）が最終出場となり、同年限りで現役を引退。
引退後は南海→ダイエーで二軍育成コーチ（1979年 - 1980年）・一軍育成コーチ（1981年）・一軍バッテリーコーチ（1982年 - 1984年, 1993年 - 1994年）・二軍バッテリーコーチ（1985年, 1987年 - 1990年, 1995年）・二軍育成チーフコーチ（1991年）・フロント（1992年）・スコアラー（1986年）を務め、岩木哲・香川伸行・吉田博之・吉永幸一郎・坊西浩嗣・城島健司を指導。
退団後の1996年からはスカイ・A解説者として活動し、プロ野球マスターズリーグの大阪ロマンズにも所属していたほか、八尾市の少年野球チーム「八尾フレンド」中学部でコーチも務める。

## 詳細情報

### 年度別打撃成績
| 年 度      | 球 団      | 試 合 | 打 席 | 打 数 | 得 点 | 安 打 | 二 塁 打 | 三 塁 打 | 本 塁 打 | 塁 打 | 打 点 | 盗 塁 | 盗 塁 死 | 犠 打 | 犠 飛 | 四 球 | 敬 遠 | 死 球 | 三 振 | 併 殺 打 | 打 率 | 出 塁 率 | 長 打 率 | O P S |
| ---------- | ---------- | ----- | ----- | ----- | ----- | ----- | -------- | -------- | -------- | ----- | ----- | ----- | -------- | ----- | ----- | ----- | ----- | ----- | ----- | -------- | ----- | -------- | -------- | ----- |
| 1964       | 阪神       | 9     | 14    | 12    | 1     | 4     | 0        | 1        | 0        | 6     | 0     | 0     | 0        | 0     | 0     | 1     | 0     | 1     | 6     | 0        | .333  | .429     | .500     | .929  |
| 1965       | 阪神       | 40    | 60    | 58    | 3     | 7     | 2        | 0        | 1        | 12    | 2     | 0     | 0        | 0     | 0     | 2     | 1     | 0     | 20    | 2        | .121  | .150     | .207     | .357  |
| 1966       | 阪神       | 84    | 212   | 197   | 15    | 36    | 2        | 3        | 6        | 62    | 17    | 0     | 2        | 2     | 0     | 10    | 2     | 3     | 56    | 3        | .183  | .233     | .315     | .548  |
| 1967       | 阪神       | 87    | 249   | 237   | 25    | 55    | 8        | 1        | 8        | 89    | 29    | 1     | 1        | 0     | 0     | 9     | 0     | 3     | 47    | 4        | .232  | .269     | .376     | .645  |
| 1968       | 阪神       | 88    | 236   | 218   | 19    | 48    | 3        | 1        | 8        | 77    | 18    | 2     | 1        | 2     | 2     | 10    | 0     | 4     | 57    | 8        | .220  | .267     | .353     | .620  |
| 1969       | 阪神       | 77    | 193   | 179   | 13    | 36    | 4        | 0        | 5        | 55    | 17    | 0     | 0        | 3     | 1     | 9     | 1     | 1     | 47    | 7        | .201  | .243     | .307     | .551  |
| 1970       | 阪神       | 77    | 92    | 86    | 7     | 15    | 5        | 0        | 3        | 29    | 14    | 1     | 0        | 3     | 0     | 3     | 0     | 0     | 19    | 2        | .174  | .202     | .337     | .539  |
| 1971       | 阪神       | 54    | 107   | 96    | 2     | 18    | 4        | 1        | 0        | 24    | 6     | 0     | 1        | 1     | 0     | 8     | 0     | 2     | 25    | 3        | .188  | .264     | .250     | .514  |
| 1972       | 阪神       | 82    | 196   | 177   | 18    | 45    | 4        | 0        | 5        | 64    | 20    | 2     | 0        | 1     | 1     | 14    | 0     | 3     | 34    | 6        | .254  | .320     | .362     | .681  |
| 1973       | 阪神       | 90    | 178   | 166   | 17    | 41    | 7        | 0        | 1        | 51    | 13    | 1     | 0        | 3     | 1     | 5     | 0     | 3     | 30    | 8        | .247  | .282     | .307     | .589  |
| 1974       | 阪神       | 63    | 104   | 98    | 9     | 20    | 0        | 1        | 3        | 31    | 8     | 1     | 1        | 1     | 0     | 5     | 0     | 0     | 21    | 2        | .204  | .243     | .316     | .559  |
| 1975       | 南海       | 14    | 26    | 25    | 1     | 5     | 0        | 0        | 0        | 5     | 1     | 0     | 0        | 0     | 0     | 1     | 0     | 0     | 5     | 0        | .200  | .231     | .200     | .431  |
| 1976       | 南海       | 36    | 68    | 65    | 3     | 14    | 2        | 0        | 0        | 16    | 6     | 0     | 0        | 0     | 0     | 2     | 0     | 1     | 14    | 1        | .215  | .250     | .246     | .496  |
| 1977       | 南海       | 17    | 17    | 16    | 0     | 2     | 0        | 0        | 0        | 2     | 1     | 0     | 0        | 0     | 0     | 1     | 0     | 0     | 5     | 1        | .125  | .176     | .125     | .301  |
| 1978       | 南海       | 27    | 35    | 34    | 4     | 6     | 0        | 0        | 2        | 12    | 4     | 0     | 0        | 0     | 0     | 1     | 0     | 0     | 6     | 0        | .176  | .200     | .353     | .553  |
| 通算：15年 | 通算：15年 | 845   | 1787  | 1664  | 137   | 352   | 41       | 8        | 42       | 535   | 156   | 8     | 6        | 16    | 5     | 81    | 4     | 21    | 392   | 47       | .212  | .257     | .322     | .579  |

### 背番号
- 12 （1964年 - 1974年）
- 5 （1975年 - 1978年）
- 79 （1979年 - 1982年）
- 85 （1983年 - 1985年）
- 82 （1987年 - 1988年）
- 77 （1989年 - 1994年）
- 91 （1995年）